# Аполлоний Тирский

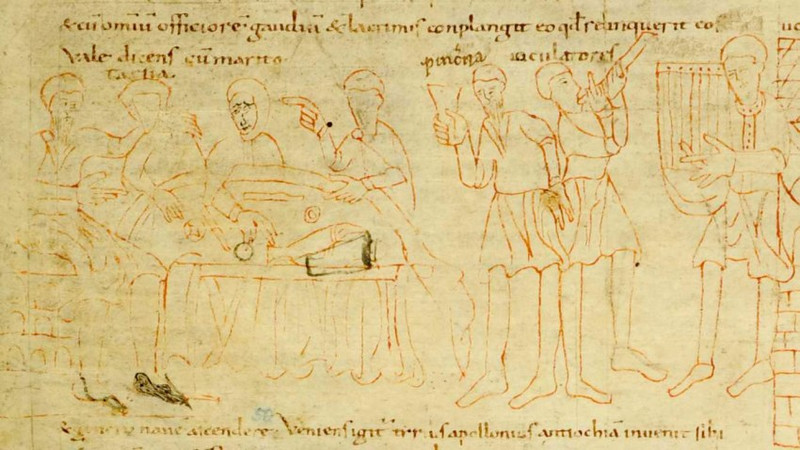
Иллюстрация одной из страниц средневековой рукописи «История Аполлония, царя Тира» (Верден, около 1000 г.)

«Аполло́ний Ти́рский» — греческий роман, именуемый обычно «Историей Аполлония, царя Тира» (Historia Apollonii regis Tyri). Роман был очень распространён в Средние века и переведён почти на все западноевропейские языки.
Роман состоит из 51 главы. Он написан очень простым языком и содержит немало сюжетных несогласованностей и непоследовательностей, объясняемых, по-видимому, тем, что над ним поработали в разное время разные авторы, а также равнодушием к реальным условиям места и времени, характерным для народной литературы. Прозаическое изложение порой перемежается стихотворными вставками.

## Сюжет
Роман начинается с рассказа о царе Антиохе, который живёт в преступной связи с родной дочерью. Антиох жестоко преследует всех претендентов на руку прекрасной царевны, предлагая им трудноразрешимую загадку и обезглавливая нерешивших её. Молодому царю Тира Аполлонию удается отгадать загадку, в которой скрыта тайна Антиоха, однако разгневанный этим царь не только не выполняет обещания, но и грозит Аполлонию смертью. Тирский царь вынужден скрываться. Взяв с собой запас продовольствия и много золота он отплывает. Антиох посылает за ним погоню. Аполлоний достигает Тарса. Предупреждённый о грозящей ему смертной казни бедным рыбаком, Аполлоний ищет убежища. Он просит некоего Странгвиллиона, жителя Тарса, оказать ему гостеприимство. Тот, однако, отвечает, что жители города сами терпят ужасный голод из-за неурожая и потому помочь ему не могут. Аполлоний продает голодающим сто тысяч модиев хлеба по низкой цене и вырученные деньги жертвует на нужды государства. Этим он спасает их от смерти. Благодарные жители ставят ему на форуме статую. Затем Аполлоний направляется в Пентаполис, чтобы там укрыться, но буря разбивает его корабль и он вплавь добирается до берега. Снова ему оказывает помощь бедный старик, он делит с ним кров, еду и одежду. Отправившись в город, Аполлоний попадает на гимнастические игры и состязается с царем Архистратом в игре в мяч. Заинтересованный Аполлонием царь приглашает его к обеду, где гость поражает всех своими музыкальными способностями и другими дарованиями. Дочь Архистрата влюбляется в Аполлония и переживает любовь как болезнь. Аполлоний остается в доме Архистрата учителем музыки. К Архистратиде настоятельно сватаются три жениха, знатные и богатые юноши. Они посылают ей письма и просят выбрать одного из них. Царевна отвечает письмом, что выбирает в мужья потерпевшего кораблекрушение. Следует забавная сцена препирательств между женихами. Архистрат с радостью устраивает свадьбу Аполлония н Архистратиды.
Получив известие о том, что Антиох убит молнией, Аполлоний отправляется с женой в Антиохию принимать завещанное ему царство. Во время плавания у Архистратиды родится дочь Тарсия, а сама она внезапно впадает в состояние, подобное смерти. Горе Аполлония неутешно. Царевну в наглухо заколоченном гробу бросают в разбушевавшиеся волны. Прибоем гроб выбрасывается на берег Эфеса. Усилиями врачей мнимоумершая возвращена к жизни. Желая остаться верной мужу, она находит приют среди жриц храма Дианы.
Аполлоний по прибытии в Тарс отдает малютку дочь на попечение Странгвиллиону и его жене Дионисиаде, обеспечив её всем, что подобает иметь царской дочери. Он оставляет с ней кормилицу Архистратиды, чтобы та холила её и растила, а сам отправляется в Египет, где остается 14 лет. Тарсия вырастает красивой, умной девушкой. Рядом с ней родная дочь Дионисиады кажется ещё безобразней. Обезумевшая от зависти и злости Дионисиада замышляет убить Тарсию. Кормилица Тарсии Ликорида, пораженная внезапной болезнью, перед смертью открывает Тарсии её происхождение и советует в случае обиды со стороны приёмных родителей обратиться за помощью к народу Тарса.
После смерти кормилицы ничто не мешает Дионисиаде осуществить задуманное преступление, и она поручает рабу подстеречь Тарсию на могиле Ликориды, убить и бросить в море. В последний момент убийца, смягчившись, позволяет Тарсии совершить последнюю молитву, но внезапно появившиеся пираты похищают её и продают в дом сводника в Митилене. Слезы и мольбы помогают Тарсии сохранить целомудрие. Первый её посетитель, правитель Митилены Афинагор, поначалу искатель лёгких развлечений, проникается состраданием к девушке и сам становится защитником её девичьей чести. В это время в Митилену прибывает уже узнавший со слов Дионисиады о якобы умершей дочери Аполлоний. В великой скорби он укрывается в трюме корабля и хочет умереть. Случай помогает Афинагору устроить встречу Тарсии с Аполлонием. По просьбе Афинагора Тарсия пытается утешить Аполлония пением и загадками, но он отсылает её, и Тарсия в слезах жалуется на свою несчастную судьбу. Происходит счастливое узнавание.
Афинагор, искренне полюбивший Тарсию, женится на ней. Сводник получает по заслугам, он заживо сожжен, его пленницам дарована свобода. Аполлоний жертвует золото на восстановление городских стен. Вещий сон направляет его в Эфес, где происходит второе узнавание — встреча с Архистратидой, матерью Тарсии. Разъединенные и гонимые судьбой члены семьи воссоединены. Аполлоний принимает, наконец, царство Антиоха, награждает достойных, наказывает преступников, в мире и счастье все доживают до старости.

## История текста
Греческий оригинал, появившийся в свет, вероятно, в начале II века, потерян, как и его латинский перевод III века, и до нас дошла только одна поздняя, относящаяся, по всей вероятности, к VI столетию, латинская обработка, в которой встречаются цитаты из Вергилия. Текст последней сохранился в 60 с лишним рукописях, между ними наблюдаются значительные расхождения. Роман вошёл в «Gesta Romanorum». Первое печатное издание вышло около 1471 г. Переложенная в стихи первая часть этого романа встречается в одной гентской рукописи, всё же сочинение — в «Пантеоне» Готфрида из Витербо. Из этих латинских источников произошли: испанская переработка (XIII столетие), напечатанная в «Colleccion de poesias Castelanas» Санчеса, несколько переделок в стихах и в прозе, например Париж, 1530 г.; другая, Париж 1710 и 1797; Роттердам, 1710 и т. д.; многие итальянские переделки в стихах (Венеция, 1486 и 1489) и в прозе (Милан, 1492). Уже в XI столетии встречается англосаксонская обработка, изданная Торпе (Лондон, 1834); к XII столетию относится старофранцузский «Jourdain de Blaives», изданный Гофманом (Эрланген, 1852).

## Обработка сюжета
Структура романа об Аполлонии оказала неоспоримое воздействие на житийные памятники. Оказав очень значительное влияние на формирование романа, «История Аполлония Тирского» дала складывающемуся жанру готовые принципы построения замысловатой и разветвленной сюжетной структуры. Античный образец сообщил памятникам обоих жанров — романному и житийному — повествовательную структуру, мотив вмешательства иррациональных сил и превратностей судьбы. Античный памятник, его структура и его мотивы повлияли особенно ощутимо на роман авантюрный.
Кроме того, имеется ещё много английских обработок этого сюжета. Ввёл его в свою комедию «Перикл» и Шекспир; он держится при этом рассказа Гауэра в «Confessio amantis», который, в свою очередь, почерпнул его из «Пантеона» Готфрида из Витербо; но, кроме того, Шекспир воспользовался и одной английской народной книгой; такая книга появилась уже в 1510, затем в 1576 и в 1607; между тем как в основание её положена французская переработка, голландская народная книга (Дельфт, 1493) основана на немецкой обработке.
В Германии сюжет этот обработал (вероятно, по «Gesta Romanorum») около 1300 г. в длинном стихотворении Генрих из Нейштадта (то есть из Вены), а потом Ганс Сакс. К позднейшему времени относится «Historie des Königes Apollonii», которая была, по всей вероятности, переведена Г. Штейнгевелем по Готфриду из Витербо и уже в XV столетии была несколько раз печатаема (в первый раз в Аугсбурге в 1471 г.); в XVII столетии (Гамбург, 1601) появилась обработка этого сюжета на нижненемецком наречии. Была также народная книга «Eine schöne Historie vom König Apollonius» (1556). Немецкие переделки послужили источником для датской (Копенгаген, 1627, 1731 гг.) и чешской (Ольмюц, 1769; Прага, 1761) народных книг. Новогреческую обработку латинского романа в стихах, которая несколько раз была печатаема в Венеции, предпринял Гавриил Конгианус из Крита около 1500 г.
Латинская версия романа послужила основой для драмы-сказки Карло Гоцци «Принцесса Турандот».

## В России
Повесть об Аполлонии Тирском перешла в русскую литературу вместе с целым сборником римских деяний; но, кроме того, она была переведена отдельно, может быть, как предполагал А. Н. Пыпин, с чешского языка, и стала весьма популярной в России, что доказывается множеством её списков XVII и XVIII в. и её лубочными изданиями для народа. Поливка в статье «Romàno Apollonovi krali Tyrském v české, polské, ruské literature», помещённой в чешских «Listach Filologickych» (1889), доказывал, что, не говоря уже о редакции этого романа, помещённой в римских деяниях, где обнаруживается множество полонизмов, отдельная редакция Аполлония тоже переведена на русский язык с польского. Подлинник польский, с которого сделан русский перевод, не найден, но в польской литературе существует этот роман в нескольких изданиях (1697, 1738, 1752, 1773, 1776 и другие), а для всех их первообразом служил чешский источник. В чешской литературе имеется два рукописных списка — один 1459, другой 1539, и памятник этот был очень часто издаваем, особенно в XVIII столетии. Оригинал, с которого сделан чешский перевод, неизвестен; по всей вероятности, это была одна из латинских или немецких редакций; Поливка даже полагал, что чешская редакция могла быть и самостоятельно обработана.
В Белоруссии была известна как «История про Аполлона Тирского».